# Колонија Реконструкција (Брашов)
Колонија Реконструкција (рум. Colonia Reconstrucția) насеље је у Румунији у округу Брашов у општини Фелдиоара. Oпштина се налази на надморској висини од 494 m.

## Становништво
Према подацима из 2002. године у насељу је живело 658 становника.

### Попис2002.
| Расподела становништва по националности 2002.‍ | Расподела становништва по националности 2002.‍ | Расподела становништва по националности 2002.‍ | Расподела становништва по националности 2002.‍ | Расподела становништва по националности 2002.‍ |
| --------------------------------------------- | --------------------------------------------- | --------------------------------------------- | --------------------------------------------- | --------------------------------------------- |
|                                               |                                               |                                               |                                               |                                               |
| Румуни                                        | Румуни                                        |                                               | 387                                           | 58,8%                                         |
| Мађари                                        | Мађари                                        |                                               | 255                                           | 38,8%                                         |
| Роми                                          | Роми                                          |                                               | 9                                             | 1,4%                                          |
| Немци                                         | Немци                                         |                                               | 7                                             | 1,1%                                          |